# Edward Moore (canottiere)
Edward Peerman Moore (20 ottobre 1897 – 9 febbraio 1968) è stato un canottiere statunitense.

## Palmarès

### Olimpiadi
- 1 medaglia:
  - 1 oro (Anversa 1920 nell'otto)